# Hotel Marinella
L'Hotel Marinella è una struttura alberghiera sita a Genova nel quartiere Nervi.
(Dacia Maraini, Memorie di una ladra, 1972)

## Storia
Nel 1913 venne costruito un ristorante-chalet in stile art déco dopo aver avuto l'autorizzazione dall'allora comune di Nervi (dal 1926 quartiere di Genova) per costruire lungo la passeggiata. 
Nel 1933 venne demolita la vecchia struttura e costruita una nuova a forma di nave e in stile razionalista, progettata dall'architetto milanese Giacomo Carlo Nicoli assieme ai suoi collaboratori. La demolizione della vecchia struttura fu necessaria dopo vent'anni per le cattive condizioni in cui versava; quella nuova venne aperta nell'ottobre 1934 come kursaal. La ristrutturazione fu gestita da Guglielmo Toni e dalle proprietarie Fausta Buoncristiani e Alaide Pagni. Per il rivestimento venne utilizzata la pittura a effetto lucido STIC Nova prodotta dalla ditta STIC B di Milano. Nel 1946 si esibì nell'Hotel Marinella il Trio Lescano.
Nel 1964 la struttura è diventata di proprietà demaniale in concessione a canone annuo; nel dopoguerra era stata sopraelevata ed era stata eliminata la terrazza, poi nel 1973 venne aggiunta una veranda lato mare. 
Nel 2012 l'hotel disponeva di dodici camere doppie e di una singola tutte vista mare, di una pasticceria e di un ristorante vista mare per un totale di 540 m².
L'hotel è stato chiuso tra il dicembre 2012 e il gennaio 2013, e negli anni l'edificio abbandonato e in stato di forte degrado, è ritornato sotto la proprietà del Demanio.
Il 15 luglio 2014 è stato dichiarato edificio di interesse culturale, ex d.lgs. 42/2004, dal ministero per i Beni e le Attività Culturali.
Nel marzo 2015 è fallita anche l'ultima gara con il canone annuo di 60.000 euro. Nel dicembre 2015 la società Villa delle Rose, che gestisce la vicina casa di riposo e che aveva fatto l'unica offerta, è ricorsa al TAR dopo che erano state rilevate difformità rispetto al Piano urbanistico comunale dato che il progetto era una Residenza sanitaria assistenziale pochi giorni dopo che un incendio aveva distrutto il locale caldaie, dove si erano anche rifugiati dei clochard
Nel dicembre 2017 è stato approvato dalla Sovrintendenza il progetto della società La Marinella 1934 Srl che si è aggiudicata la concessione al canone di 62.000 euro annui con Igor Mendelevich come principale azionista e amministratore unico; il progetto prevedeva la riduzione delle camere da dodici a otto di cui tre suite, un'area wellness e il rifacimento delle balconate. Il progetto di un albergo quattro stelle ha un costo di due milioni di euro interamente a carico della società con la fine dei lavori prevista nel 2019. I lavori di ristrutturazione sono cominciati a fine giugno 2018 dopo Euroflora. I lavori sono proseguiti a rilento negli anni successivi: questi hanno infatti subito uno stop a seguito della mareggiata dell'ottobre 2018 prima e della pandemia da COVID-19 poi. Nel 2016 e nel 2018 è stato segnalato ne I Luoghi del Cuore del Fondo Ambiente Italiano (FAI).
Il 1º gennaio 2024 c'è stata l'apertura di bar e ristorante in attesa dell'apertura della sauna e dell'albergo. Nell'estate dello stesso anno, il bar e ristorante non ha riaperto dopo le ferie agostane, lasciando in dubbio il futuro della struttura (a quella data, la parte alberghiera della struttura stava affrontando una ristrutturazione e l’apertura era prevista per l'autunno).
A febbraio 2025 la società è stata posta in liquidazione dal Tribunale, per via di un ammontare di debiti non onorati superiore a 30mila euro.

## Galleria d'immagini

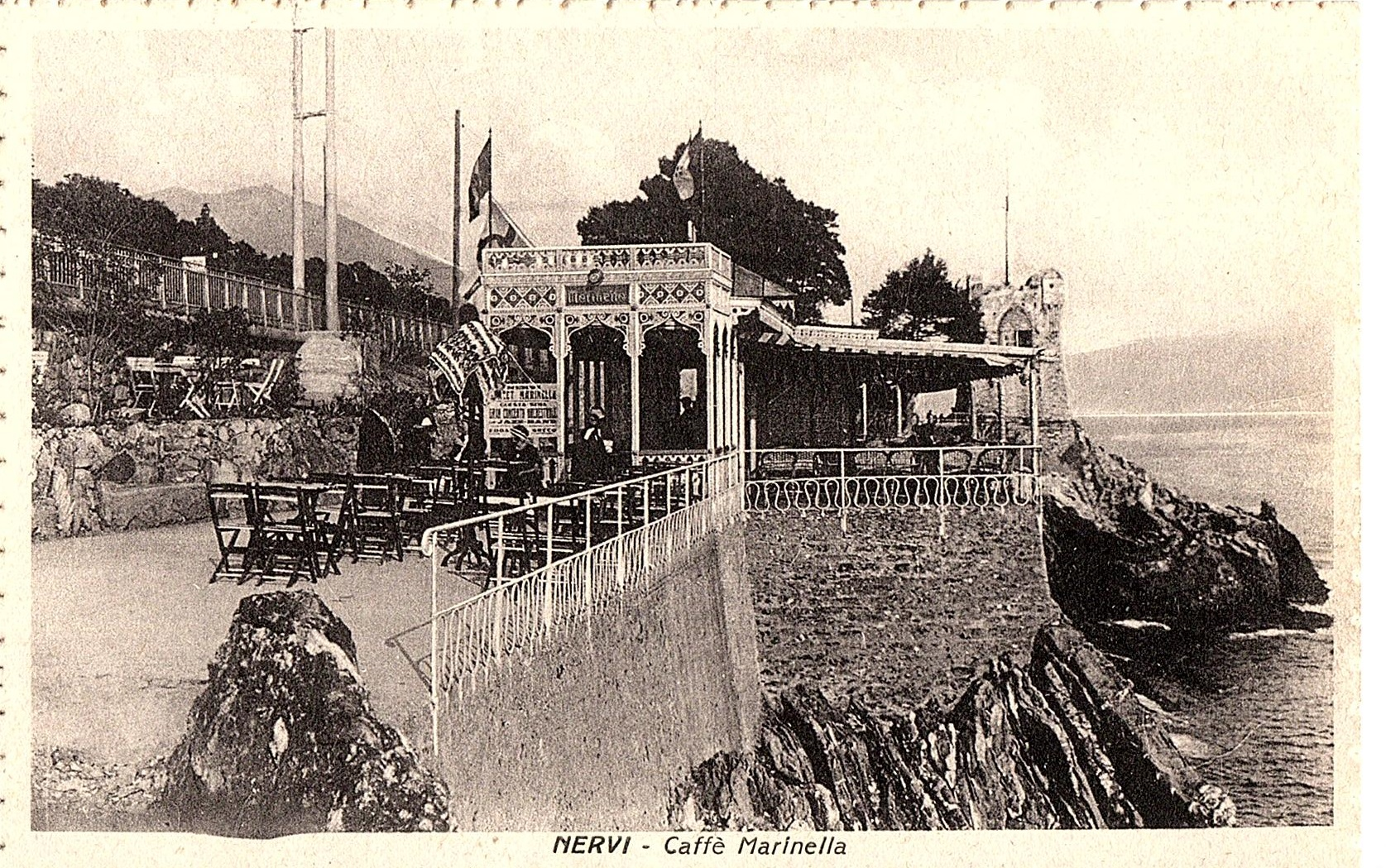
La prima costruzione della Marinella in stile art déco del 1913 e demolita nel 1933.
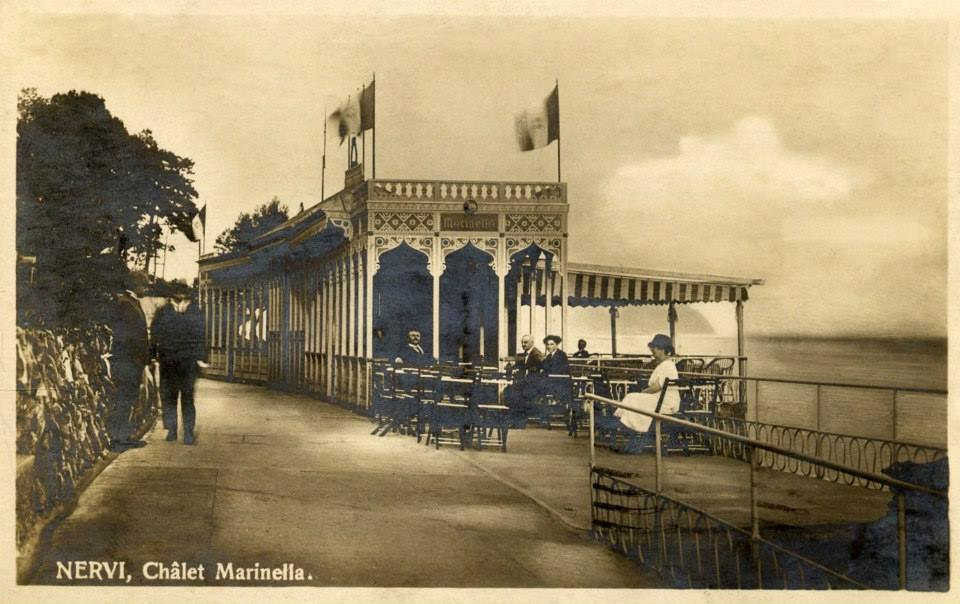
Lo chalet Marinella nel 1926.
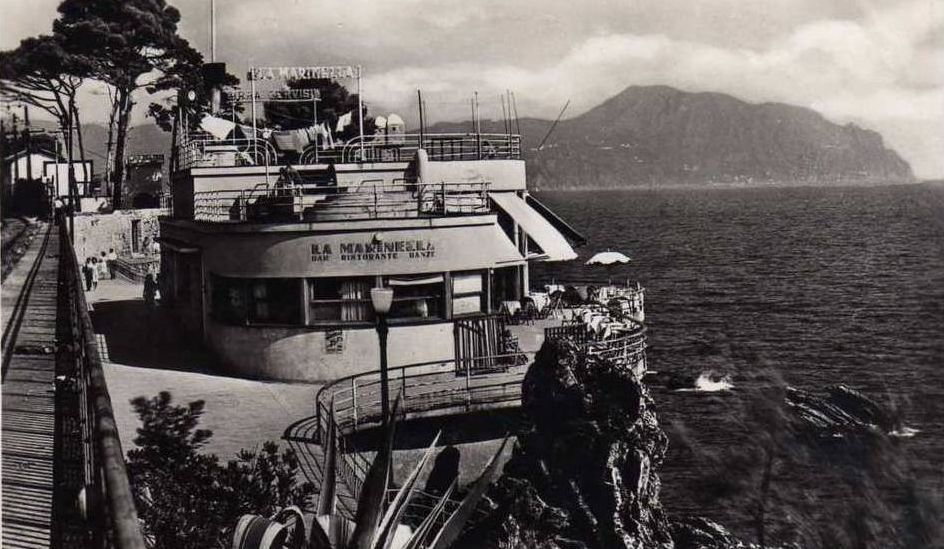
L'Hotel Marinella appena inaugurato nel 1934.
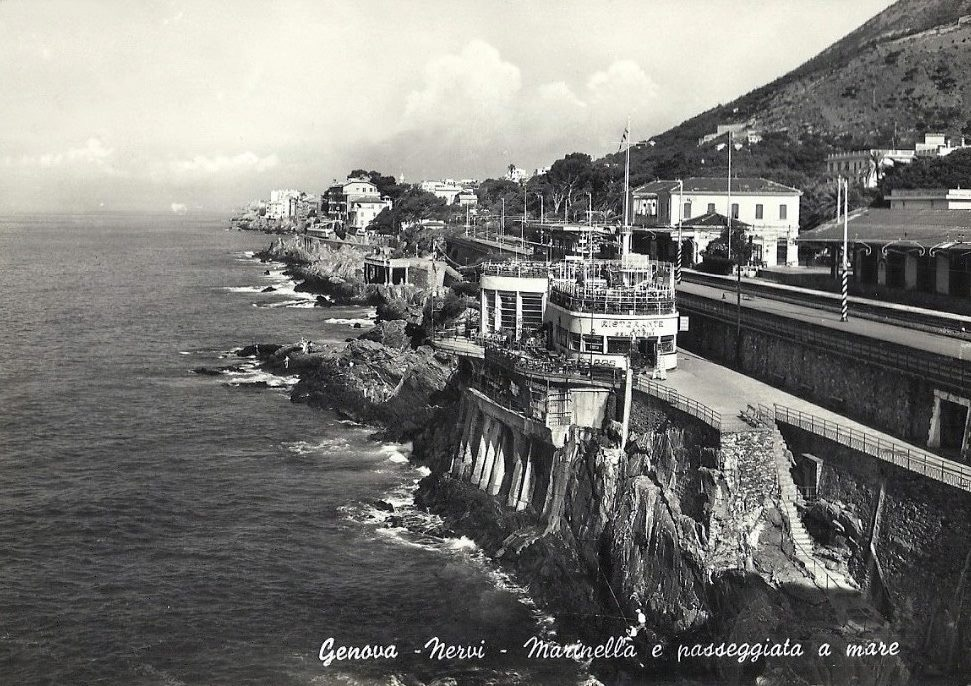
Cartolina del 1946 con la costruzione attuale in stile razionalista inaugurata nel 1934.
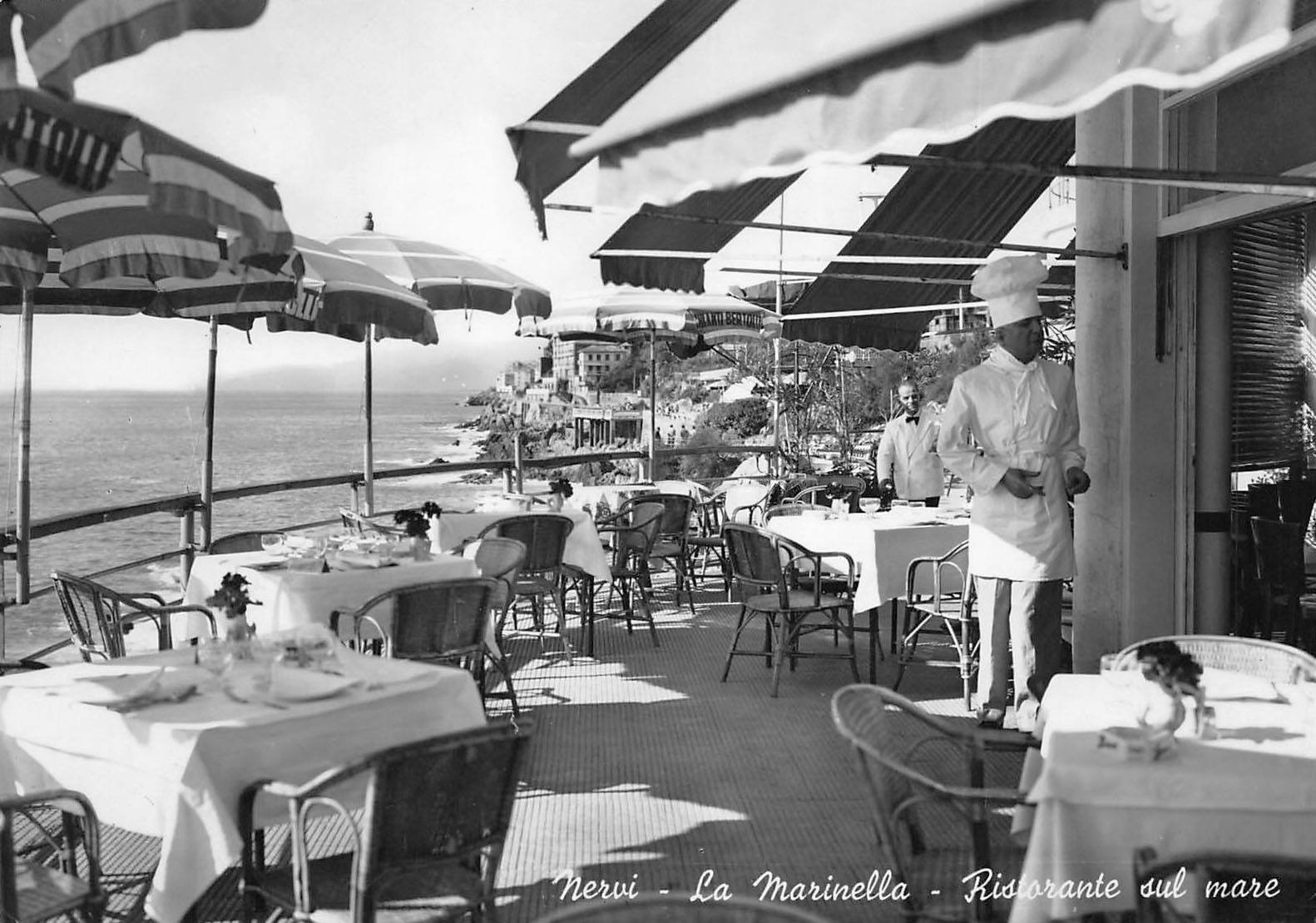
Il ristorante della Marinella nel 1946.
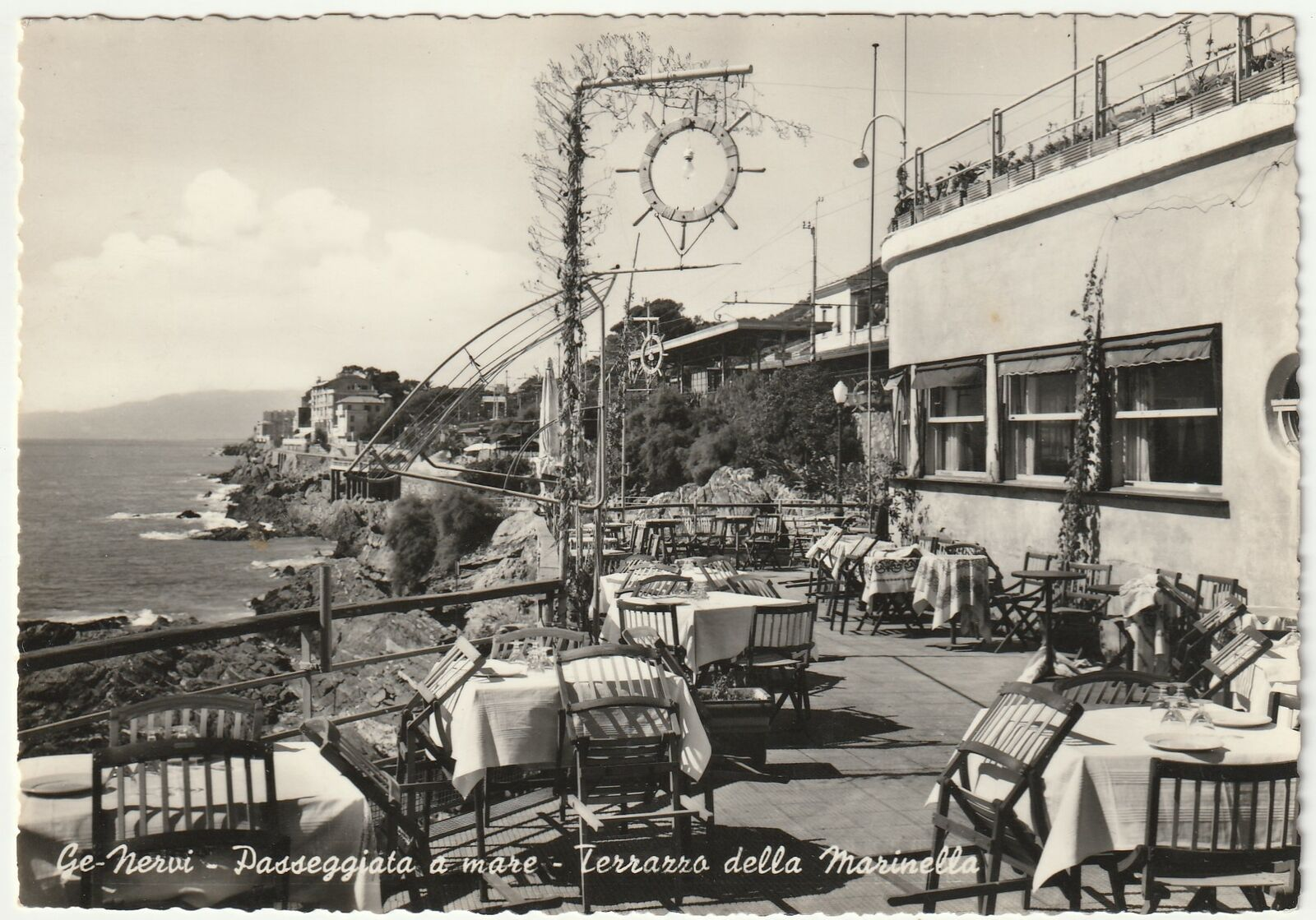
la terrazza dell'Hotel Marinella nel 1946.
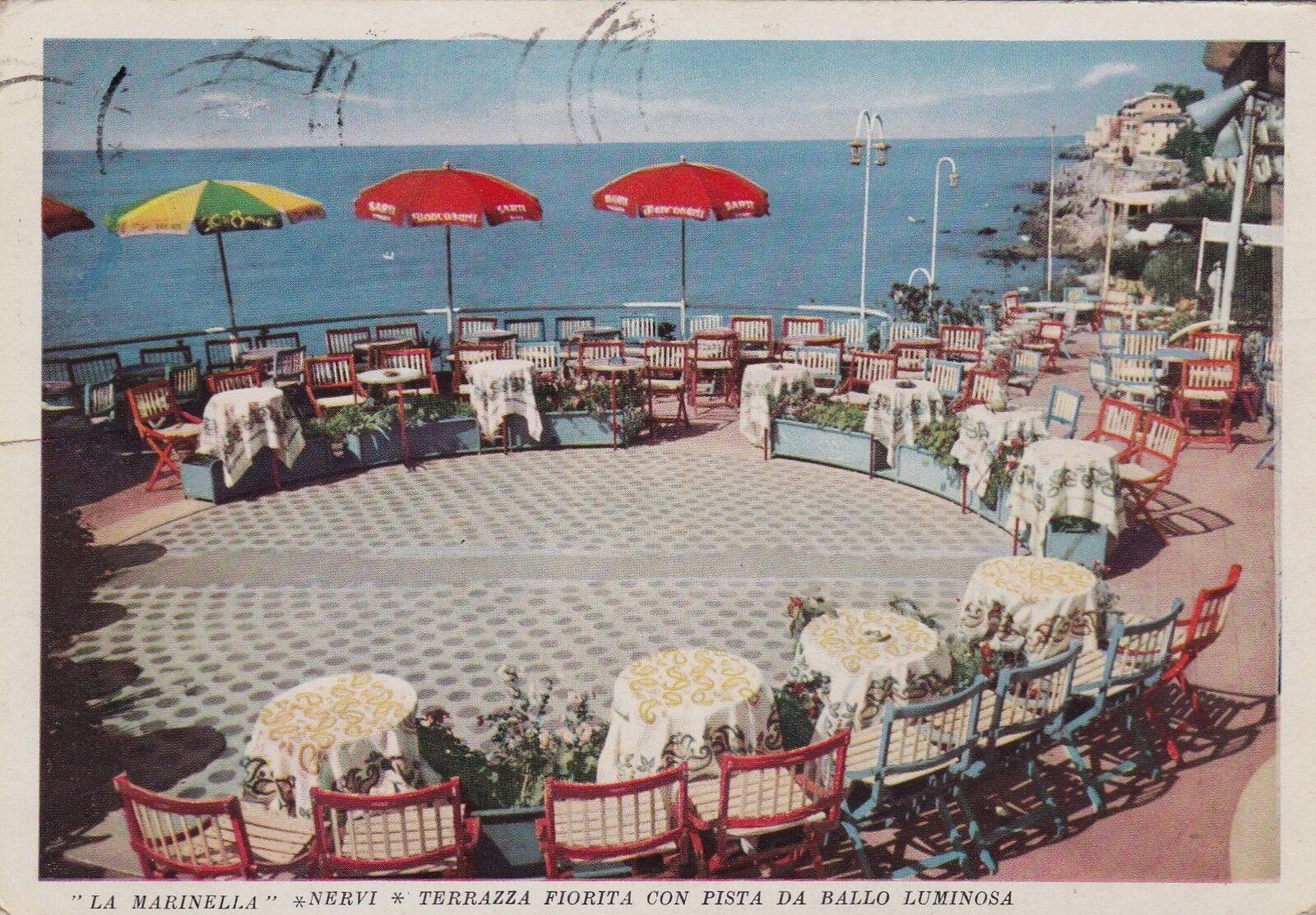
La pista da ballo dell'hotel Marinella della terrazza sul tetto negli anni '60.
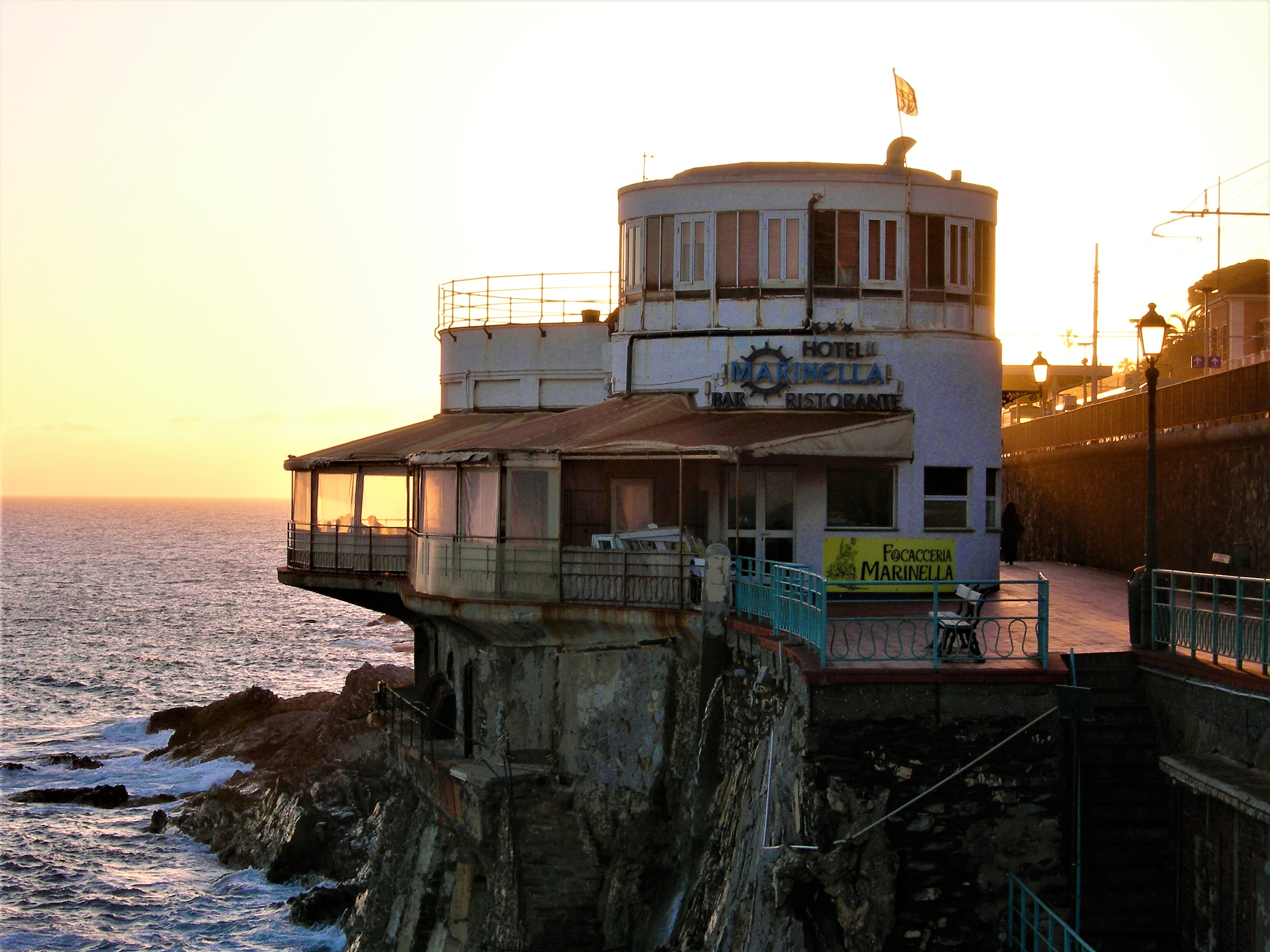
Immagine del 2005 prima della chiusura dell'albergo.
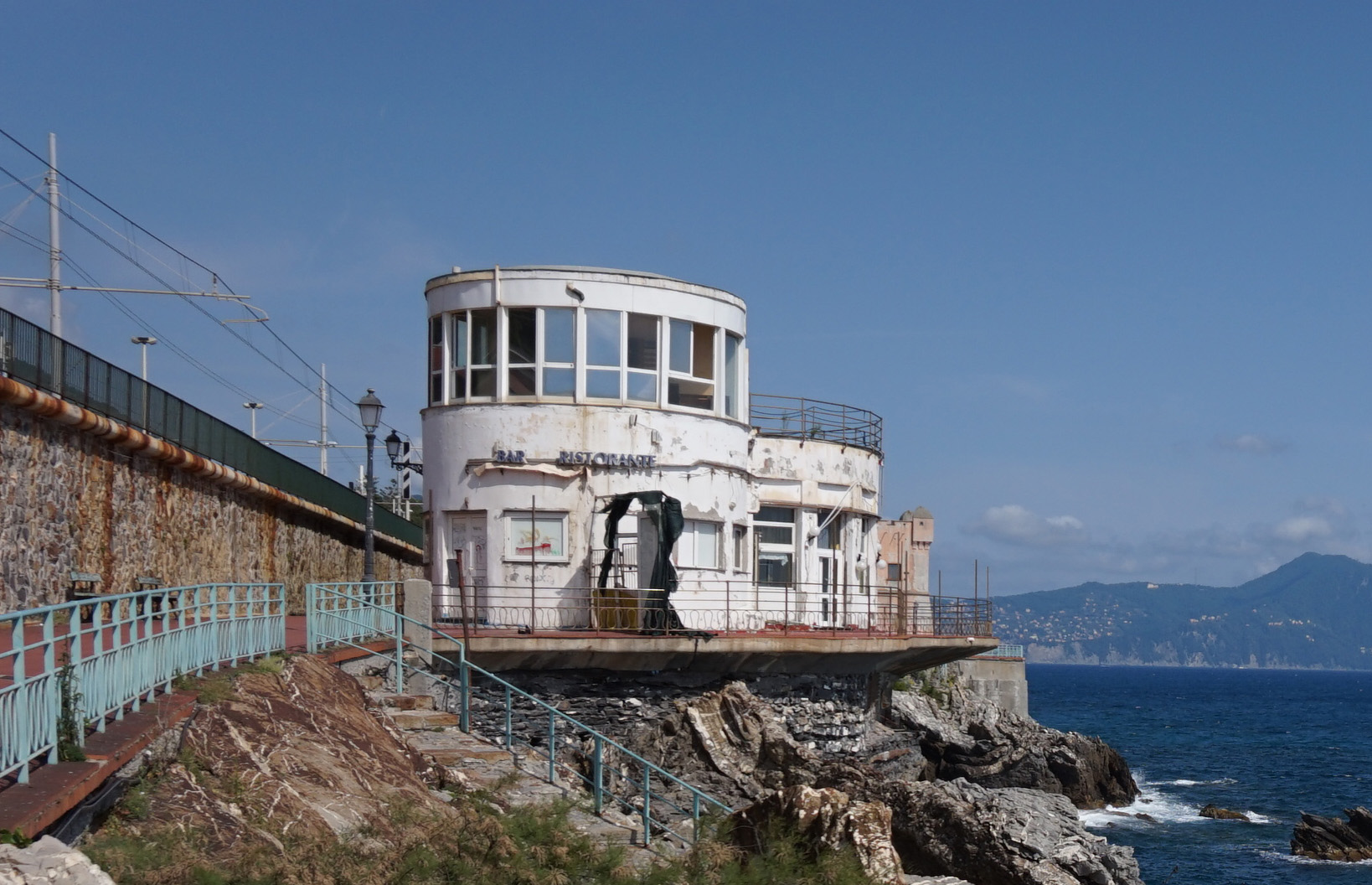
Immagine del 2015 della costruzione in stato di abbandono.
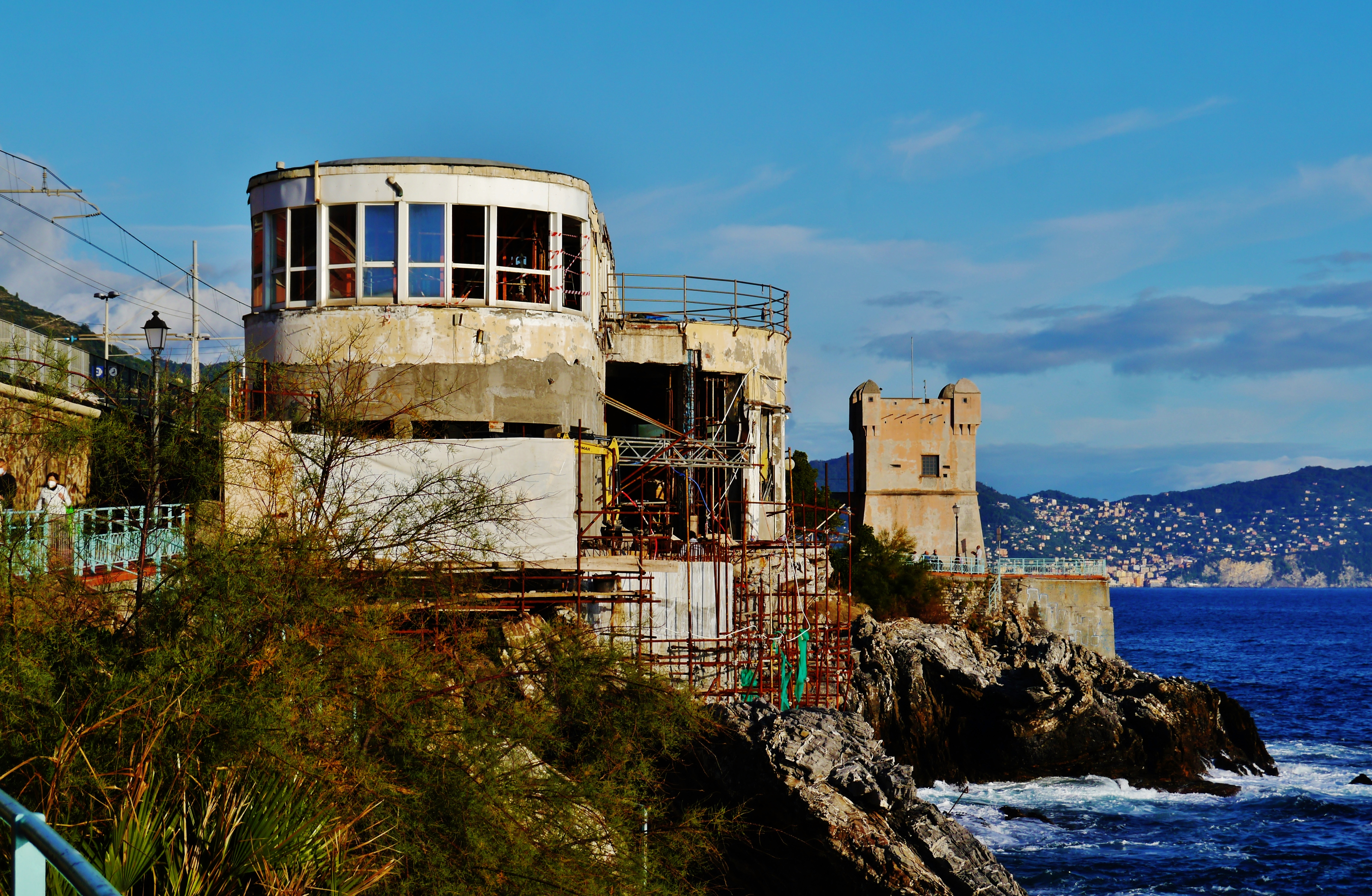
Immagine del 2020 della costruzione in stato di abbandono.
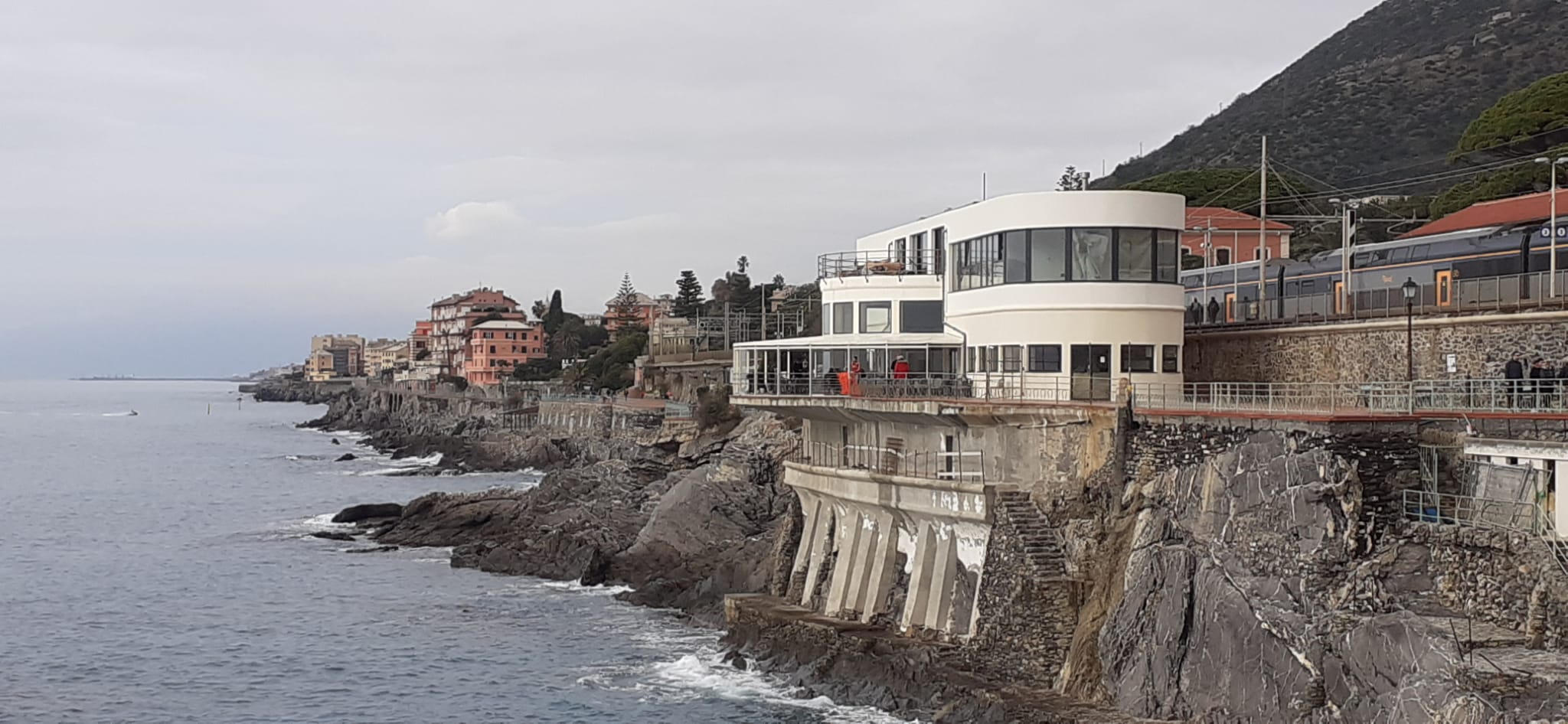
Immagine del 2024 della costruzione dopo la ristrutturazione e la riapertura.